# Sankt Margarethen (Gemeinde Bad Vigaun)
Sankt Margarethen ist eine Ortschaft in der österreichischen Ortsgemeinde Bad Vigaun.

## Geographische Lage
Sankt Margarethen gilt als Kirchweiler, weil sich der Ort um die Filialkirche hl. Margaretha bildete.
Die Tauern Autobahn führt direkt am Ortsteil vorbei, hat aber keinen Anschluss in Bad Vigaun. Der Kirchweiler wird durch die Autobuslinie 42, die Teil des Stadtverkehrs von Hallein ist, und die S-Bahn-Haltepunkte Hallein Burgfried und Bad Vigaun an den ÖPNV angebunden.

## Namensgeschichte
Sankt Margarethen wurde bereits 1437 als Pabenhofen urkundlich erwähnt. Bis ins 20. Jahrhundert wurde die Ortschaft als Baumhofen bezeichnet.